# La Fille de Monaco
Pour plus de détails, voir Fiche technique et Distribution.
La Fille de Monaco est une comédie dramatique française réalisée par Anne Fontaine, sortie le 20 août 2008.

## Synopsis
Bertrand Beauvois, avocat de renom, se rend à Monaco pour défendre la veuve Édith Lassalle, richissime, qui a tué son jeune amant Dimitri Datchev, son jeune factotum. Quinquagénaire un peu coincé, à la vie personnelle terne et dont les relations avec le sexe opposé sont faibles, l'avocat ne trouve son plaisir que dans les prétoires.
Comme la victime, liée au milieu russe aux méthodes plutôt expéditives qui sévit sur la Côte, risque d'être vengée par ses frères, le fils Lassalle dote l'avocat d'un garde du corps, Christophe. Renfermé, viril et taciturne, celui-ci se révèle être un professionnel impeccable.
Alors qu'a priori tout — milieu, éducation, tempérament — les opposent, les deux hommes ne tardent pas à sympathiser. Bertrand est en effet fasciné par le calme et la force brute qui émanent de Christophe tandis que celui-ci est admiratif devant la faconde, la subtilité et la maestria oratoire de Bertrand.
Bertrand rencontre Audrey, « Miss Météo », jeune femme délurée aux mœurs faciles, à l'opposé des siennes, sur le plateau de la télévision monégasque. Dévorée par l'ambition (ses parents tiennent un petit restaurant italien sur la Côte), celle-ci ne s'embarrasse guère de scrupules pour réussir son ascension sociale. Dotée d'un charme fou et d'une sensualité infernale, elle ne tarde pas à tourner la tête et à enflammer les sens du paisible Maître Beauvois.
Une relation trouble s'établit entre les trois protagonistes. Jusqu'où cette histoire entre ces personnes qui n'auraient jamais dû se rencontrer va-t-elle les mener ? Aucun n'en sortira indemne.

## Fiche technique
- Réalisation : Anne Fontaine
- Scénario : Anne Fontaine et Benoît Graffin
- Costumes : Céline Collobert
- Photographie : Patrick Blossier
- Montage : Maryline Monthieux
- Musique : Philippe Rombi
- Production : Philippe Carcassonne, Bruno Pésery et Christine Raspillère
- Société de production : Canal+ ; Cofinova 4
- Sociétés de distribution : Warner Bros. Pictures ; Pathé
- Pays :  France
- Langue : français
- Format : couleur - 1,85:1 - 35 mm
- Genre : comédie dramatique
- Durée : 95 minutes
- Dates de sortie :
  -  France : 20 août 2008

## Distribution
- Fabrice Luchini : Bertrand Beauvois
- Roschdy Zem : Christophe Abadi
- Louise Bourgoin : Audrey Varella
- Stéphane Audran : Édith Lassalle
- Jeanne Balibar : Hélène
- Gilles Cohen : Louis Lassalle
- Alexandre Steiger : Alain
- Philippe Duclos : Inspecteur Taurand
- Christophe Vandevelde : Tony
- Eric Haldezos : danseur au bar

## Accueil
« À plusieurs reprises, Anne Fontaine a évoqué le dérèglement d'existences ordonnées, avec des fortunes diverses. La Fille de Monaco, peinture de la démolition d'une vie rangée, est raconté et mis en scène avec une précision, un rationalisme qui devraient aller à l'encontre du sujet. Et c'est tout le contraire qui se passe : les artifices combinés de Monaco et du cinéma prennent, le temps de la projection, une vitalité formidable et communicative. »

— Thomas Sotinel, Le Monde